# Gümüşdere, Hopa
Gümüşdere là một xã thuộc huyện Hopa, tỉnh Artvin, Thổ Nhĩ Kỳ. Dân số thời điểm năm 2010 là 227 người.